# The Christmas Spirit
The Christmas Spirit – bożonarodzeniowy album muzyka country Johnny’ego Casha, wydany przez wytwórnię Columbia Records w listopadzie 1963. Zawiera cztery świąteczne piosenki napisane przez Casha i osiem utworów napisanych przez innych artystów, m.in. Blue Christmas, Cicha noc i Little Drummer Boy.

## Lista utworów
| 1.  | "The Christmas Spirit" (Cash)                                                     | 5:03  |
|     |                                                                                   |       |
| 2.  | "I Heard the Bells on Christmas Day" (Henry Wadsworth Longfellow, John B. Calkin) | 2:30  |
|     |                                                                                   |       |
| 3.  | "Blue Christmas" (Bill Hayes, Jay Johnston)                                       | 2:25  |
|     |                                                                                   |       |
| 4.  | "The Gifts They Gave" (Cash)                                                      | 3:34  |
|     |                                                                                   |       |
| 5.  | "Here Was a Man" (Johnny Bond, Tex Ritter)                                        | 2:44  |
|     |                                                                                   |       |
| 6.  | "Christmas as I Knew It" (June Carter, Jan Howard)                                | 3:41  |
|     |                                                                                   |       |
| 7.  | "Silent Night" (Franz Xaver Gruber, Josef Mohr)                                   | 3:29  |
|     |                                                                                   |       |
| 8.  | "The Little Drummer Boy" (Katherine Davis, Henri Onerati, Harry Simeone)          | 2:34  |
|     |                                                                                   |       |
| 9.  | "Ringing the Bells for Jim" (Carter, Howard)                                      | 2:47  |
|     |                                                                                   |       |
| 10. | "We Are the Shepherds" (Cash)                                                     | 3:13  |
|     |                                                                                   |       |
| 11. | "Who Kept the Sheep" (Cash, Carter)                                               | 1:58  |
|     |                                                                                   |       |
| 12. | "Ballad of the Harp Weaver" (Vincent Millay)                                      | 4:22  |
|     |                                                                                   |       |
|     |                                                                                   | 38:20 |
|     |                                                                                   |       |

## Twórcy
- Johnny Cash - śpiew
- Luther Perkins, Grady Martin, Jack Clement - gitara
- Marshall Grant - gitara basowa
- W.S. Holland - perkusja
- Hargus Pig Robbins, Bill Pursell - organy/fortepian
- Maybelle Carter
- Anita Kerr - organy
- Bob Johnson - flet

## Notowania na listach muzycznych
Album – Billboard (Ameryka Północna)
| Rok  | Kategoria  | Pozycja |
| ---- | ---------- | ------- |
| 1963 | Albumy pop | 7       |

Single – Billboard (Ameryka Północna)
| Rok  | Singel                   | Kategoria      | Pozycja |
| ---- | ------------------------ | -------------- | ------- |
| 1959 | "The Little Drummer Boy" | Single country | 24      |
| 1959 | "The Little Drummer Boy" | Single country | 63      |